# Querubín Moreno
José Querubín Moreno Ventaquemada, Boyacá, 29 de dezembro de 1959) é um antigo atleta colombiano, praticante de marcha atlética. O seu melhor registo, em termos de participações olímpicas, foi um 9º lugar nos 20 km marcha, nos Jogos de Los Angeles 1984. Nos Jogos Pan-Americanos, ficou em terceiro lugar nos 50 km marcha em 1983 e ganhou também a medalha de bronze nos 20 quilómetros em 1987. O seu maior sucesso foi quando se sagrou campeão sul-americano de 20 km em 1995.
É irmão de outro campeão de marcha colombiano, Héctor Moreno.